# Makiko Itō
Makiko Itō (jap. 伊藤 真貴子, Itō Makiko; * 18. Januar 1973) ist eine ehemalige japanische Marathonläuferin.
1993 wurde sie Fünfte beim Halbmarathonbewerb des Gold-Coast-Marathons.
1995 kam sie beim Nagoya-Marathon auf den 17. Platz, und im Jahr darauf verbesserte sie sich an selber Stelle auf den fünften Rang. 
1997 wurde sie mit der sechstschnellsten Zeit des Jahres Dritte beim Rotterdam-Marathon und siegte beim Tokyo International Women’s Marathon. Nach einem 14. Platz beim Osaka Women’s Marathon 1999 beendete sie ihre Karriere.

## Persönliche Bestzeiten
- Halbmarathon: 1:12:05 h, 18. Juli 1993, Gold Coast
- Marathon: 2:26:03 h, 20. April 1997, Rotterdam